# 恩栄録
恩栄録（おんえいろく）とは、文化年間に江戸幕府旗本である小田彰信によって書かれた歴史書。全3巻。

## 概要
関ヶ原の戦い以後の諸大名の加封・転封・新知・分知を年次ごとに記しており、同一人の著書である『廃絶録』と対をなしている。原本は不明であるが、諸本とも第1巻は徳川家康が死去した元和2年（1616年）、第2巻は徳川家光が死去した慶安4年（1651年）までが記されているが、第3巻については、内閣文庫所蔵本は文化14年（1817年）までの記述が行われている他、文政12年（1829年）や慶応2年（1866年）までの本があるなどその下限が異なっている。これは、小田彰信によって書かれたものに後日他者による追記が行われたためとみられている。また、石高・城・大名・年月日の記載に誤りがみられるものがある。戦後、藤野保が『廃絶録』とともに校訂を行うとともに、文献としての研究を行った。